# KV2
KV2 i Konungarnas dal utanför Luxor i Egypten var begravningsplats för farao Ramses IV under Egyptens tjugonde dynasti.
Gravkammaren är uthuggs i basen av en kulle på nordvästra sidan av den huvudsakliga wadin söder om grenen som leder mot KV1.